# Ali Maâloul
Ali Maâloul (arab. علي معلول; ur. 1 stycznia 1990 w Safakis) – tunezyjski piłkarz grający na pozycji lewego obrońcy. Jest wychowankiem klubu CS Sfaxien.

## Kariera klubowa
Swoją karierę piłkarską Maâloul rozpoczął w klubie Club Sportif Sfaxien. W 2010 roku awansował do pierwszego zespołu. W sezonie 2010/2011 zadebiutował w jego barwach w pierwszej lidze tunezyjskiej. W sezonie 2012/2013 wywalczył z nim tytuł mistrza Tunezji. W 2013 roku wystąpił w wygranym finałowym dwumeczu Pucharu Konfederacji z TP Mazembe (2:0, 1:2).
| Sezon   | Klub         | Kraj    | Rozgrywki               | Mecze | Gole |
| ------- | ------------ | ------- | ----------------------- | ----- | ---- |
| 2010/11 | CS Sfaxien   | Tunezja | CLP-1                   | 18    | 1    |
| 2011/12 | CS Sfaxien   | Tunezja | CLP-1                   | 28    | 2    |
| 2012/13 | CS Sfaxien   | Tunezja | CLP-1                   | 18    | 1    |
| 2013/14 | CS Sfaxien   | Tunezja | CLP-1                   | 29    | 7    |
| 2014/15 | CS Sfaxien   | Tunezja | CLP-1                   | 23    | 3    |
| 2015/16 | CS Sfaxien   | Tunezja | CLP-1                   | 5     | 5    |
| 2016/17 | Al-Ahly Kair | Egipt   | Egyptian Premier League | 3     | 1    |
| 2017/18 | Al-Ahly Kair | Egipt   | Egyptian Premier League | 1     | 0    |
| 2018/19 | Al-Ahly Kair | Egipt   | Egyptian Premier League | 10    | 8    |
| 2019/20 | Al-Ahly Kair | Egipt   | Egyptian Premier League | 24    | 5    |
| 2020/21 | Al-Ahly Kair | Egipt   | Egyptian Premier League | 23    | 5    |
| 2021/22 | Al-Ahly Kair | Egipt   | Egyptian Premier League | 21    | 8    |
| 2022/23 | Al-Ahly Kair | Egipt   | Egyptian Premier League | 12    | 2    |

Aktualne na 8 lutego 2023

## Kariera reprezentacyjna
W reprezentacji Tunezji Maâloul zadebiutował 6 lipca 2013 w zremisowanym 1:1 meczu kwalifikacji do Mistrzostw Narodów Afryki 2014 z Marokiem. W 2015 roku został powołany do kadry na Puchar Narodów Afryki 2015. Zagrał na nim w czterech meczach: z Republiką Zielonego Przylądka (1:1), z Zambią (2:1), z Demokratyczną Republiką Konga (1:1) oraz w ćwierćfinale z Gwineą Równikową (1:2).